# Pica (rodzaj)
Pica – rodzaj ptaków z rodziny krukowatych (Corvidae).

## Zasięg występowania
Rodzaj obejmuje gatunki występujące w Azji, Afryce, Europie i Ameryce Północnej.

## Morfologia
Długość ciała 43–60 cm; masa ciała 151–270 g (samce są większe i cięższe od samic).

## Systematyka

### Etymologia
- Pica (Rica): łac. pica „sroka”. W ornitologii nazwa ta odnosi się również do ptaków o biało-czarnym upierzeniu i zazwyczaj długim ogonie[9].
- Melanoleuca: gr. μελας melas, μελανος melanos „czarny”; λευκος leukos „biały”[10].
- Gelastes: gr. γελαστης gelastēs „wyśmiewający się, szyderca”, od γελαω gela „śmiać się”[11].
- Cleptes: gr. κλεπτης kleptēs „złodziej”, od κλεπτω kleptō „kraść”[12]. Typ nomenklatoryczny: Corvus hudsonius J. Sabine, 1823.

### Podział systematyczny
Do rodzaju należą następujące gatunki:
- Pica mauritanica Malherbe, 1845 – sroka gołooka
- Pica asirensis G.L. Bates, 1936 – sroka arabska
- Pica bottanensis Delessert, 1840 – sroka tybetańska
- Pica serica Gould, 1845 – sroka chińska
- Pica pica (Linnaeus, 1758) – sroka zwyczajna
- Pica hudsonia (J. Sabine, 1823) – sroka czarnodzioba
- Pica nutalli (Audubon, 1837) – sroka żółtodzioba